# Bert Kaminski
Bert Kaminski (* 1969) ist ein deutscher Betriebswirt. Er ist Professor für Betriebswirtschaftslehre (BWL), insbesondere Betriebswirtschaftliche Steuerlehre  an der Fakultät für Wirtschafts- und Sozialwissenschaften der Helmut-Schmidt-Universität Hamburg.

## Leben
Bert Kaminski machte 1988 Abitur am Fachgymnasium Wirtschaft. Von 1988 bis 1989 leistete er den Grundwehrdienst. Von 1989 bis 1994 absolvierte er ein Studium der Betriebswirtschaftslehre an der Universität Hamburg mit den Schwerpunkten Betriebswirtschaftliche Steuerlehre, Revisions- und Treuhandwesen, Recht der Wirtschaft und Industriebetriebslehre. Kaminski erlangte den Abschluss Diplom-Kaufmann (Dipl.-Kfm.).
Von 1994 bis 1996 hatte er eine Anstellung als Wissenschaftlicher Mitarbeiter am Institut für Ausländisches und Internationales Finanz- und Steuerwesen der Universität Hamburg (Lehrstuhl Lutz Fischer). Im Juni 1996 erlangte Kaminski die Promotion zum Dr. rer. pol. Das Thema seiner Dissertation lautete Steuerliche Gestaltungsmöglichkeiten und deren Beurteilung bei der Verlagerung eines inländischen unternehmerischen Engagements in das Ausland.
Ab 1996 wurde er Wissenschaftlicher Assistent am Institut für Ausländisches und Internationales Finanz- und Steuerwesen der Universität Hamburg. Von April 2000 bis September 2002 war Bert Kaminski Inhaber einer Vertretungsprofessur für Betriebswirtschaftslehre mit dem Schwerpunkt Betriebswirtschaftliche Steuerlehre am Institut für Ausländisches und Internationales Finanz- und Steuerwesen der Universität Hamburg. Im Dezember 2000 folgte seine Habilitation im Fach Betriebswirtschaftslehre am Fachbereich Wirtschaftswissenschaften der Universität Hamburg und die Ernennung zum Privatdozenten. Das Thema seiner Habilitationsschrift lautete Die Ermittlung von steuerlichen Verrechnungspreisen bei fehlendem Fremdvergleichspreis.  Im Oktober 2001 erhielt Kaminski eine Vertretungsprofessur für Allgemeine Betriebswirtschaftslehre (ABWL) und Rechnungs-, Revisions- sowie betriebliches Steuerwesen an der Rechts- und Staatswissenschaftlichen Fakultät der Ernst-Moritz-Arndt-Universität Greifswald. Im Dezember 2002 folgte seine Ernennung zum ordentlichen Universitätsprofessor und Inhaber des Lehrstuhls für Allgemeine Betriebswirtschaftslehre und Rechnungs-, Revisions- sowie betriebliches Steuerwesen an der Rechts- und Staatswissenschaftlichen Fakultät der Ernst-Moritz-Arndt-Universität Greifswald. Von Dezember 2004 bis September 2008 war Bert Kaminski Vorsitzender des Prüfungsausschusses für Diplom-Kaufleute und für den Teilstudiengang Wirtschaft (B.A. Wirtschaft).
Am 1. Oktober 2008 wurde er zum ordentlichen Universitätsprofessor und Inhaber des Lehrstuhls für Allgemeine Betriebswirtschaftslehre, insbesondere Betriebswirtschaftliche Steuerlehre an der Helmut-Schmidt-Universität / Universität der Bundeswehr Hamburg ernannt. Seit 2017 ist er Mitglied im Kuratorium der Esche Schümann Commichau Stiftung.

## Forschungsschwerpunkte
Seine Forschungsschwerpunkte sind Konzernverrechnungspreise aus Sicht der Betriebswirtschaftlichen Steuerlehre, Steuerliche Konsequenzen von Geschäften im Internet, Auswirkungen aktueller Rechtsänderungen auf die Besteuerung von in Deutschland tätigen Unternehmen, Besteuerung von Betriebsstätten und deren betriebswirtschaftlichen Implikationen, Bilanzierung und Bilanzpolitik im Spannungsfeld zwischen handelsrechtlichen und steuerlichen Anforderungen, Auswirkungen von Steuern auf unternehmerische Entscheidungen und Normative Betriebswirtschaftliche Steuerlehre.

## Schriften (Auswahl)
- Steuerliche Gestaltungsmöglichkeiten und deren Beurteilung bei der Verlagerung eines inländischen unternehmerischen Engagements in das Ausland. 1. Auflage. Nomos Verlagsgesellschaft, Baden-Baden 1996, ISBN 3-7890-4504-7. (Zugleich Universität Hamburg, Dissertation, 1996)
- mit Wolfgang Joecks (Hrsg.): Essen lockt – Was Professoren anrichten. Rezepte aus der Küche Greifswalder Professoren. 550 Jahre Universität Greifswald. Kochbuch. EMAUS,[4] Greifswald 2006, ISBN 3-86006-271-9.
- mit Günther Strunk: Besteuerung unternehmerischer Tätigkeit. Grundlagen – Auswirkungen – Beispiele. 2. Auflage. Gabler Verlag, Wiesbaden 2007, ISBN 978-3-8349-0093-7.
- mit Günther Strunk: Einfluss von Steuern auf unternehmerische Entscheidungen. 2. Auflage. Springer Gabler, Wiesbaden 2012, ISBN 978-3-8349-0095-1.